# Indisk paradismonark
Indisk paradismonark (Terpsiphone paradisi) är en tätting i familjen monarker med hos hanen mycket spektakulära förlängda stjärtfjädrar. Tidigare omfattade den även fåglar i Kina och Sydostasien, men dessa anses numera utgöra egna arter.

## Kännetecken

### Utseende
Indisk paradismonark är en 20 cm lång fågel med tofsförsett mörkt huvud, kontrasterande blågrå ring kring ögat, en rätt lång och kraftig blågrå näbb. Hanen är uppseendeväckande med 30 cm förlängda centrala stjärtfjädrar och glansigt svart huvud. 
Hanen förekommer i två färgvarianter, en med rödbrun ovansida och stjärt samt gråvit undersida och svartvita teckningar i vingen, och en nästan helvit med mörka centra på vingfjädrarna och spolstreck på stjärtpennorna. Hona och ung hane saknar de förlängda stjärtfjädrarna men är i övrigt lik hanens rödbruna form. Den är dock mattare med gråaktig strupe och kortare tofs.

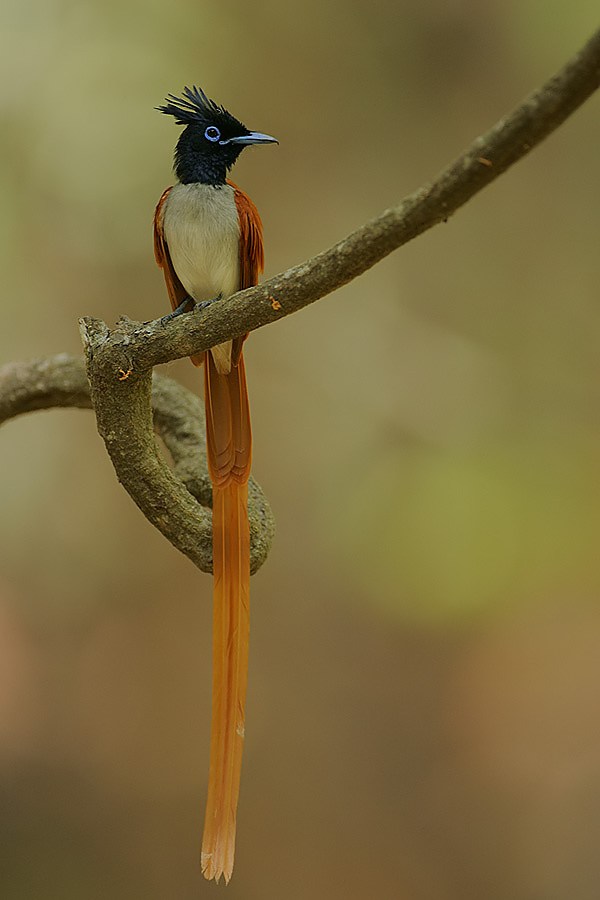
Hane av den bruna formen.

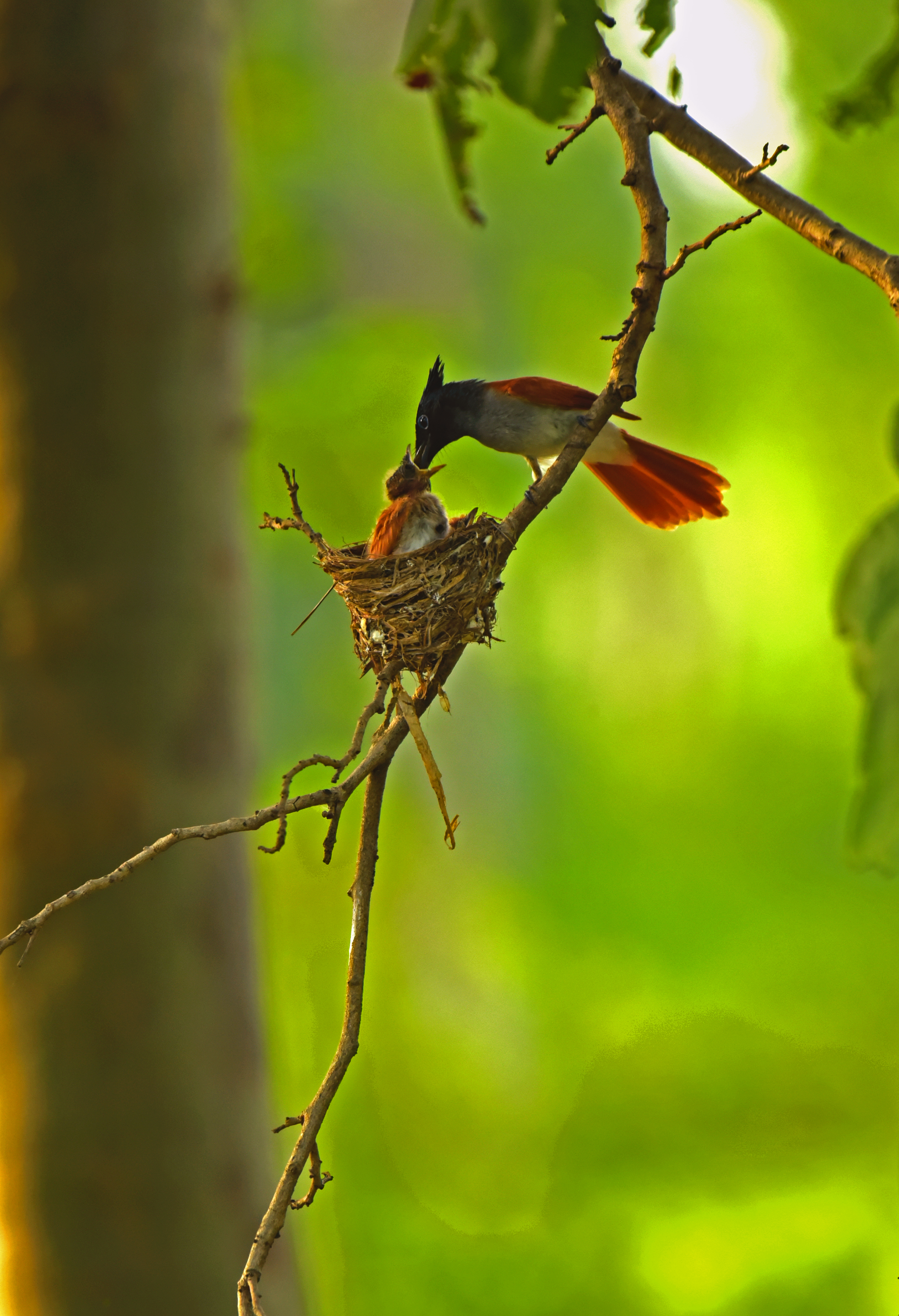
Vita formen.

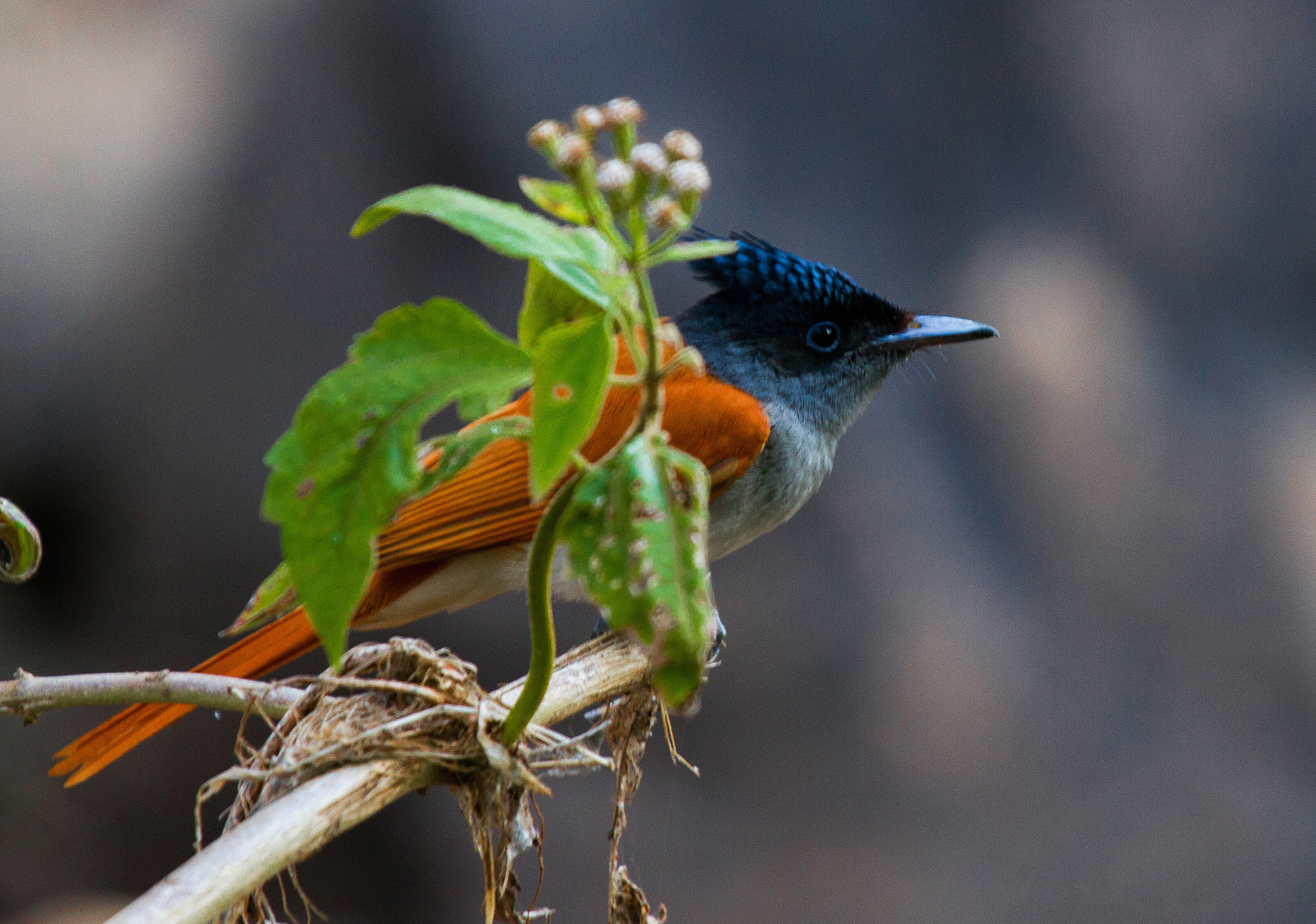
Hona.

Indisk paradismonark är mycket lik både sydöstasiatisk paradismonark (T. affinis) och amurparadismonark (T. incei) och fram tills nyligen behandlades alla tre som en och samma art. Se dessa för skillnader gentemot den indiska paradismonarken.

### Läten
Sången består av en vanligtvis fallande strof med flöjtande eller joddlande toner, medan lätet är kort, pressat och hårt.

## Utbredning och systematik
Indisk paradismonark delas in i tre underarter med följande utbredning:
- Terpsiphone paradisi leucogaster – förekommer från västra Tien Shan och vidare söderut till norra Afghanistan, norra Pakistan, nordvästra och nordcentrala Indien samt västra och centrala Nepal; vintertid flyttar den till östra Pakistan och Indiska halvön
- Terpsiphone paradisi paradisi – förekommer i centrala och södra Indien, centrala Bangladesh och sydvästra Myanmar; vintertid även Sri Lanka
- Terpsiphone paradisi ceylonensis – förekommer på Sri Lanka

En paradismonark tillhörande paradisi-komplexet har även observerats i Förenade Arabemiraten, men det är ej fastställt vilken art.

### Släktskap
Tidigare behandlades både amurparadismonark (Terpsiphone incei) och sydöstasiatisk paradismonark (Terpsiphone affinis) vara en del av paradisi, då under det svenska trivialnamnet asiatisk paradismonark eller asiatisk paradisflugsnappare. Studier visar dock att de skiljer sig tydligt åt genetiskt, så pass att de inte är varandras närmaste släktingar. Amurparadismonarken är systerart till japansk paradismonark och dessa två systergrupp till affinis. Indisk paradismonark är mycket mer avlägset släkt och istället systerart till de afrikanska medlemmarna av släktet.

## Levnadssätt
Indisk paradismonark förekommer i olika typer av skogsområden och lever huvudsakligen av små, flygande insekter som den fångar i luften. Fågeln häckar mellan mars och augusti, mestadels maj-juni, i Indien och Pakistan. Den är monogam och hanen försvarar reviret mycket aggressivt mot inkräktare. Arten är stannfågel i större delen av utbredningsområdet, men flyttfågel i norr.

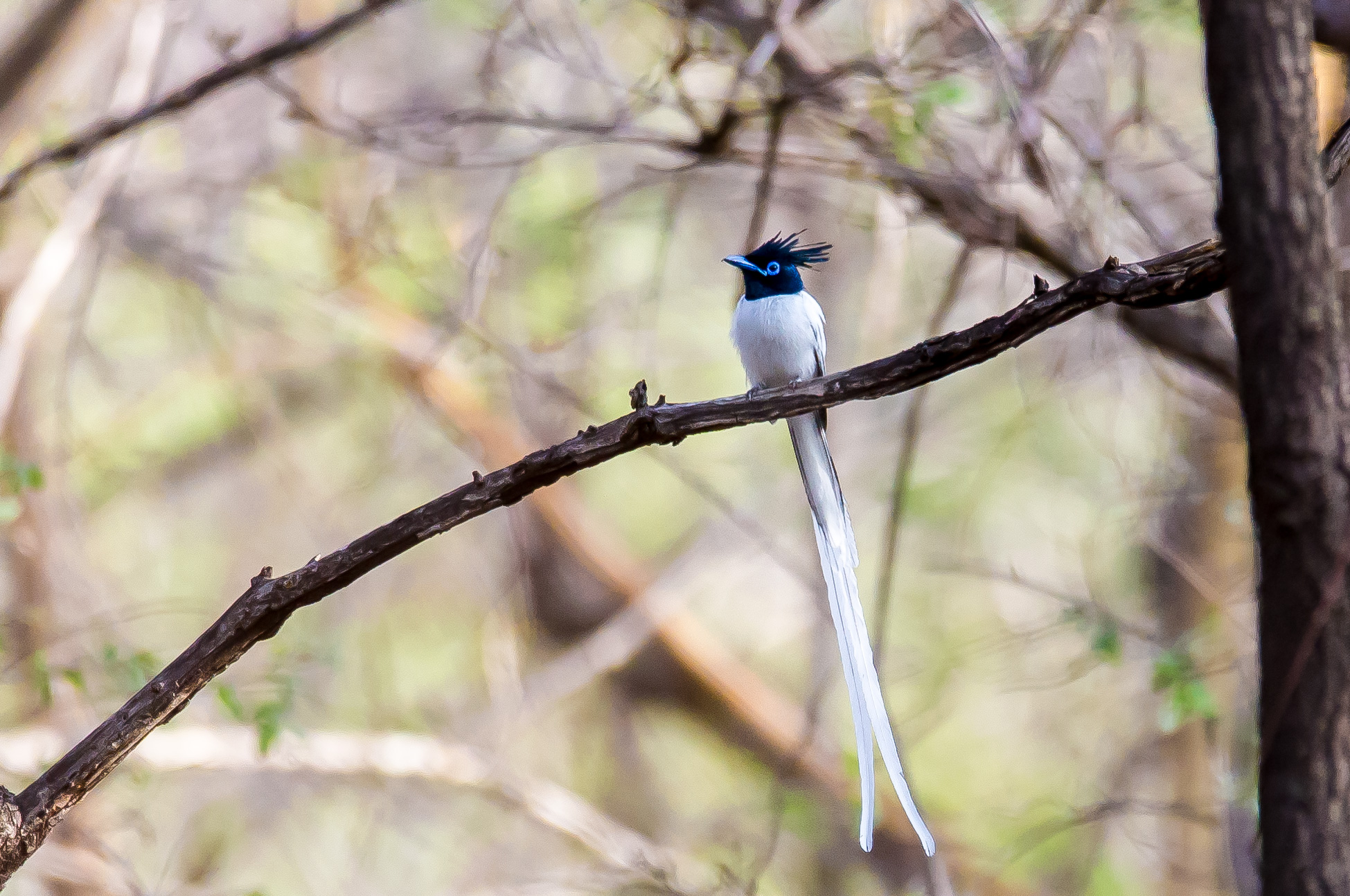
Indisk paradismonark som matar unge i boet.

## Status och hot
Arten har ett stort utbredningsområde och en stor population med stabil utveckling och tros inte vara utsatt för något substantiellt hot. Utifrån dessa kriterier kategoriserar internationella naturvårdsunionen IUCN arten som livskraftig (LC).